# Rita Lü
Rita Lü (eigentlich Rita Lützenkirchen; * 5. Mai 1959 in Brühl) ist eine deutsche Zeichnerin, Malerin und Installationskünstlerin.

## Leben
Rita Lützenkirchen wuchs im Dorf Fliesteden im Kreis Bergheim (Erft) auf. 1978 legte sie am Erftgymnasium in Bergheim die Reifeprüfung ab. Anschließend begann sie ein Studium der Fächer Philosophie und Theaterwissenschaften an der Ludwig-Maximilians-Universität in München. Autodidaktisch erwarb sie die Fertigkeiten für ihr künstlerisches Werk.
Rita Lü ist Initiatorin der Künstlerinnenvereinigung Erftkreis Köln (KEK). Seit 2011 ist sie bei der politischen Protestbewegung Occupy in Köln engagiert.
Sie wohnt in Kaster und in Köln.

## Künstlerisches Schaffen
Rita Lü hat sowohl Zeichnungen und Fotoarbeiten, als auch Skulpturen und Installationen  ausgestellt. Außerdem hat sie Bücher illustriert.
Ihre Werke wurden in Deutschland u. a. in Augsburg (Toskanische Säulenhalle), Berlin (Kleisthaus), Bonn (Frauenmuseum), Köln (Christuskirche, Rudolfplatz; Friedenskirche, Köln-Mülheim) und Leipzig (Literaturhaus) gezeigt.
Im Ausland wurden sie gezeigt, u. a. in Eupen, Kingston NY, New York, Petrosawodsk, Santo Domingo (Dominikanische Republik).